# Verwaltungstyp
Verwaltungstypen oder Verwaltungsarten beschreiben die Organisation des Gesetzesvollzugs durch die öffentliche Verwaltung in Deutschland. Sie werden systematisch und idealtypisch nach unterschiedlichen Merkmalen einander zugeordnet beziehungsweise voneinander abgegrenzt.

## Politikwissenschaft
Die Politikwissenschaft begreift die öffentliche Verwaltung als “Summe aller Einrichtungen und organisierten Wirkungszusammenhänge, die vom Staat, den Gemeinden und den von ihnen geschaffenen öffentlich-rechtlichen Körperschaften zur Erledigung öffentlicher Aufgaben unterhalten werden.”
Thomas Ellwein unterscheidet etwa:
- Ordnungsverwaltung
- Dienstleistungsverwaltung
- wirtschaftende Verwaltung
- Organisationsverwaltung
- politische Verwaltung

Ordnungs-, Dienstleistungs- und wirtschaftende Verwaltungen erfüllen Aufgaben der öffentlichen Hand unmittelbar, also direkt am Bürger. Die Organisationsverwaltung ist dafür zuständig, dass die Verwaltung an sich funktioniert, während die politische Verwaltung sich als Entscheidungshilfe zur Politik und ihrer Nähe dahin auszeichnet.

## Rechtswissenschaft
Die Rechtswissenschaft versteht die öffentliche Verwaltung als denjenigen Teil der Exekutive, der öffentliche Aufgaben wahrnimmt.
Eigenständige Hauptträger der öffentlichen Verwaltung sind
- Bund,
- Länder und
- Gemeinden.

Das Grundgesetz unterscheidet 5 Verwaltungstypen beim Vollzug von Bundesgesetzen:
- Ausführung der Bundesgesetze durch die Länder als eigene Angelegenheit (Bundesaufsichtsverwaltung, Art. 83, Art. 84 84 GG)
- Ausführung der Bundesgesetze durch die Länder im Auftrag des Bundes (Bundesauftragsverwaltung, Art. 85 GG)
- bundeseigene Verwaltung (Art. 86 ff. GG)
- landeseigene Verwaltung (Art. 30 GG).
- Gemeinschaftsaufgaben betreffen teilweise auch den Verwaltungsbereich und lassen sich daher als eigener Verwaltungstyp erfassen.

Bei Meinungsverschiedenheiten entscheidet das Bundesverfassungsgericht im Bund-Länder-Streitverfahren (Art. 93 Abs. 1 Nr. 3 GG, § 13 Nr. 7, §§ 68 ff. BVerfGG).
Hinsichtlich der Art der Gesetzesbindung und der Wirkung für den Bürger unterscheiden sich
- Eingriffsverwaltung (Vorbehalt des Gesetzes) und
- Leistungsverwaltung (Vorrang des Gesetzes).

Zusammen mit der planenden Verwaltung (Beispiel: Bauleitplanung) gehören Eingriffs- und Leistungsverwaltung zur hoheitlichen Verwaltungstätigkeit in den Handlungsformen des Öffentlichen Rechts, vor allem durch Verwaltungsakt. Davon abzugrenzen ist die privatrechtliche Verwaltungstätigkeit (fiskalische Hilfsgeschäfte, erwerbswirtschaftliche Betätigung der öffentlichen Hand, Verwaltungsprivatrecht).
Fachübergreifend und kooperativ im Sinne eines Risikomanagements arbeitet der Verwaltungstyp der Risikoverwaltung im Wirtschaftsverwaltungsrecht.